# いきいきやまぐち455
『いきいきやまぐち455』は、1994年4月4日から1995年3月31日まで山口放送（KRYテレビ）で放送された夕方ワイド番組。
司会には、『KRYさわやかモーニング』で実績のある向田好美を抜擢した。
| 山口放送 夕方ワイド番組 | 山口放送 夕方ワイド番組 | 山口放送 夕方ワイド番組 |
| 前番組                  | 番組名                  | 次番組                  |
| ----------------------- | ----------------------- | ----------------------- |
| （テレビアニメ放送枠）  | いきいきやまぐち455     | 情報一番!カツ躍ワイド   |